# Superstitious
Superstitious è una canzone del gruppo musicale svedese Europe, pubblicata come singolo di lancio del quarto album in studio del gruppo, Out of This World nel 1988.
Il brano ottenne buoni piazzamenti in classifica, segnalandosi come l'ultimo singolo di rilevante successo nella carriera del gruppo. Durante le esibizioni dal vivo del periodo 1990-92, gli Europe includevano una parte di No Woman, No Cry di Bob Marley come medley in mezzo alla canzone.

## Il singolo
È stato il primo singolo estratto dall'album Out of This World. Il brano ha un ritmo moderato e una melodia orecchiabile e allegra, con le tastiere sempre in primo piano che in alcuni punti sembrano richiamare le melodie aggressive del precedente album. È inoltre il primo singolo registrato con il nuovo chitarrista Kee Marcello, che si esibisce in questa canzone in uno dei suoi assoli più celebri. Il testo parla degli effetti deleteri della superstizione. Designata come l'erede della precedente "megahit" The Final Countdown, Superstitious riuscì a scalare la maggior parte delle classifiche mondiali, ma non riuscì a toccare dappertutto la top ten. Raggiunse comunque il primo posto in Svezia e Norvegia, il nono in Svizzera e il decimo in Italia. Ottenne inoltre la nona posizione nella statunitense Mainstream Rock Songs, superando The Final Countdown che in tale classifica si era fermata solo al diciottesimo posto. A tutt'oggi non ha una fama paragonabile alla traccia che l'ha preceduta, nonostante rimanga comunque una delle canzoni più riconoscibili e popolari degli Europe.

## Video musicale
Il video musicale del brano, diretto da Nick Morris, è stato filmato in un vecchio castello a Long Island, New York.

## Tracce
1. Superstitious – 4:35 (Joey Tempest)
2. Lights and Shadows – 4:04 (Tempest)

### Lato B
Il lato B del singolo è Lights and Shadows, brano anch'esso incluso nell'album Out of This World.

## Formazione
- Joey Tempest – voce
- Kee Marcello – chitarra
- John Levén – basso
- Mic Michaeli – tastiera
- Ian Haugland – batteria

## Classifiche
| Classifica (1988)             | Posizione massima |
| ----------------------------- | ----------------- |
| Australia                     | 45                |
| Belgio (Fiandre)              | 24                |
| Canada                        | 30                |
| Finlandia                     | 6                 |
| Francia                       | 33                |
| Germania                      | 21                |
| Irlanda                       | 24                |
| Italia                        | 10                |
| Norvegia                      | 1                 |
| Nuova Zelanda                 | 22                |
| Paesi Bassi                   | 11                |
| Regno Unito                   | 34                |
| Spagna                        | 33                |
| Stati Uniti                   | 31                |
| Stati Uniti (mainstream rock) | 9                 |
| Sudafrica                     | 12                |
| Svezia                        | 1                 |
| Svizzera                      | 9                 |